# Juegos Mediterráneos de 1971
Los VI Juegos Mediterráneos se celebraron en Esmirna (Turquía), del 6 al 17 de octubre de 1971, bajo la denominación Esmirna 1971.
Un año antes fallece Mohammed Taher Pacha, padre de los Juegos Mediterráneos. En la ceremonia de inauguración se le rindió un merecido homenaje.
Participaron un total de 1.362 deportistas (1.235 hombres y 127 mujeres) representantes de 14 países mediterráneos. El total de competiciones fue de 137 repartidas en 18 deportes.
El primer lugar del medallero volvió a ser para Italia, seguida por Yugoslavia y España.

## Medallero
| Núm. | País       | Oro | Plata | Bronce | Total |
| ---- | ---------- | --- | ----- | ------ | ----- |
| 1    | Italia     | 51  | 38    | 29     | 118   |
| 2    | Yugoslavia | 26  | 27    | 25     | 78    |
| 3    | España     | 18  | 24    | 25     | 67    |
| 4    | Turquía    | 18  | 12    | 15     | 45    |
| 5    | Grecia     | 8   | 8     | 24     | 40    |
| 6    | Egipto     | 7   | 10    | 13     | 30    |
| 7    | Francia    | 7   | 9     | 7      | 23    |
| 8    | Túnez      | 3   | 6     | 2      | 11    |
| 9    | Marruecos  | 0   | 2     | 6      | 8     |
| 10   | Siria      | 0   | 2     | 5      | 7     |
| 11   | Argelia    | 0   | 0     | 1      | 1     |
| 11   | Libia      | 0   | 0     | 1      | 1     |

| Predecesor: Túnez 1967 | VII Juegos Mediterráneos 1971 | Sucesor: Argel 1975 |

- Datos: Q287561